# Arahal
Arahal, bis 1981 als El Arahal bekannt, ist eine Stadt in der Provinz Sevilla in Spanien mit 19.417 Einwohnern (Stand: 2024). Sie ist Teil der Comarca Campiña de Morón y Marchena in Andalusien. 

## Geografie
Die Gemeinde Arahal grenzt an die Gemeinden Alcalá de Guadaíra, Carmona, El Coronil, Marchena, Los Molares, Montellano, Morón de la Frontera, Paradas und Utrera.

## Geschichte
Nach den Überresten von Grabsteinen und Sarkophagen, die mit dem Namen Basilippo gefunden wurden, scheint die Geschichte von Arahal bis ins römische Reich zurückzugehen. Der Name Arahal geht auf die Araber von Al-Andalus zurück. Im Jahr 1248 eroberte Ferdinand III. die Stadt, die als strategischer Punkt bei der Eroberung der nahe gelegenen Stadt Morón de la Frontera diente. Am 20. Februar 1554 erreichte Arahal die rechtliche Unabhängigkeit von Morón.

## Söhne und Töchter der Stadt
- Manuel Jiménez Jiménez (* 1964), Fußballspieler und Fußballtrainer
- Fernando Vega (* 1984), Fußballspieler